# Charles Dekeukeleire
Pour les articles homonymes, voir Dekeukeleire.
Charles Dekeukeleire, né à Ixelles (Bruxelles) le 27 février 1905 et mort à Werchter (Brabant flamand) le 1er juin 1971, est un cinéaste et un théoricien du cinéma belge.
Il est, avec Henri Storck, l'un des pionniers du cinéma belge, le grand précurseur et inventeur de l’art cinématographique belge. Il s'inspirait fortement du cinéma pur de l'avant-garde française, particulièrement de Germaine Dulac.

## Débuts
Né de parents flamands, Dekeukeleire se passionne très tôt pour le cinéma et ses maîtres ont pour noms Germaine Dulac, Jean Epstein, Marcel L'Herbier, Louis Delluc, mais aussi Dziga Vertov et Sergueï Eisenstein. Très construit, son court métrage Combat de boxe (1927), réalisé dans des conditions très précaires mais avec de vrais boxeurs, utilise avec virtuosité toutes les ressources de ce nouveau langage. Cinéphile averti, il puise aussi son inspiration du côté des plasticiens tels que Man Ray, Fernand Léger ou Marcel Duchamp. Il poursuit ses recherches formelles avec Impatience (1928) et Histoire de détective (1929).
Dans les années 1920 toujours, il rédige de nombreux articles dans les revues (7 Arts, une publication pointue animée par les frères Bourgeois, Pierre Bourgeois le poète et Victor Bourgeois l'architecte, Nouvelle Équipe, Les dernières Nouvelles).

## Trois filmsexpérimentauxd'avant-garde
En 1927, Charles Dekeukeleire réalise, avec l'aide d'Antoine Castille pour l'image, Combat de boxe, d'après un poème de Paul Werrie, dans sa chambre. Pour ce film, Dekeukeleire recruta deux boxeurs professionnels dont le champion de Belgique des poids légers. Le changement brutal d'échelle de plans, l'usage de la surimpression, l'alternance de plans très brefs présentant le public (en négatif) et le combat (en plongée) font de ce film l'un des plus minutieusement construits des années 1920.
Au même endroit, il tourne l'année suivante Impatience, son chef-d'œuvre proche du futurisme. Lors de la présentation de son film, Charles Dekeukeleire déclara que « le regard des spectateurs doit s’adapter, se laisser glisser le long du film pour ressentir surtout les choses, les ralentis, les révoltes, les spasmes, les contractions que produisent entre eux les fragments dont les longueurs varient de 1/24e de seconde à 25 secondes ». Le désir du contact charnel avec la machine est à la base de ce film. Dans ce drame à quatre personnages (la Montagne, la Moto, la Femme et les Blocs abstraits), le corps mécanique, celui de la Moto, est associé avec insistance au corps féminin, d’abord vêtu de cuir et ensuite nu. À travers le montage filmique, Dekeukeleire démonte les deux corps dont les différents morceaux s’échangent entre eux. Le résultat est une sorte de symbiose moto-femme/femme-moto très suggestive, voire sensuelle. Ces deux personnages, la Moto et la Femme, entrent ensuite en interaction avec la Montagne et les Blocs abstraits, comme si le réalisateur avait l’intention de mettre en scène des analogies profondes entre l’humanité, le monde animal, le monde végétal et le monde mécanique. Impatience est présenté le 13 mars 1928 au Ciné-Club d'Ostende qui vient d'être créé par Henri Storck.
En 1929, il réalise Histoire de détective, un montage-collage d'inspiration surréaliste dont l'histoire embrouillée est tournée en caméra subjective. Le détective va employer un appareil de prise de vues comme instrument d'investigation. La caméra devient ainsi le personnage principal et sa subjectivité, le sujet essentiel.
Ces trois premiers films muets d'avant-garde le feront entrer dans l'Histoire du cinématographe et de l'art.
Witte vlam (1930), consacré au pèlerinage à la Tour de l'Yser, clôt la période expérimentale de Dekeukeleire.

## Après 1930
Par la suite, il abandonne peu à peu l'avant-garde, au profit de la réalisation de films commandés et financés par des institutions publiques ou privées. Suscités à des fins publicitaires, ces documentaires n'en restent pas moins des témoignages ethnographiques remarquables. Par exemple, en 1936, comme Antoine Castille ou, plus tard, Henri Storck, Charles Dekeukeleire réalise un documentaire consacré aux folklores belges : Processions et carnavals / Processies en karnavals (ce film de quinze minutes existe en deux versions : l'une avec la voix off en français, l'autre avec la voix off en néerlandais). Il emmène le spectateur à Bruxelles, en compagnie des géants Mieke et Janneke ; à Hakendover où les paysans boivent de l'eau miraculeuse et où le pèlerinage à la Vierge garantit de bonnes récoltes ; à Tournai où l'on promène, une fois l'an, la châsse de son premier évêque, Saint-Eleuthère ; à Thuin, pour la marche militaire de Saint-Roch ; à Furnes, pour la procession des Pénitents ; à Mons où Saint Georges, chaque année, terrasse le Dragon et, finalement, à Binche avec ses Gilles et son carnaval.
La filmographie du cinéaste compte environ 80 documentaires de commande (institutionnels, industriels, touristiques, etc.) où l'on distingue notamment Thèmes d'inspirations (Médaille d'or à l'Exposition Internationale d'Art cinématographique de Venise en 1938), une recherche des équivalences entre les paysages et les hommes de Flandre d'une part, et les grandes œuvres picturales flamandes d'autre part.
De 1932 à 1933, la Société Gaumont et Germaine Dulac, qui dirigent France-Actualités, font de lui leur correspondant belge.
Dekeukeleire est également l'un des grands noms du cinéma colonial belge, avec une réalisation reflétant l'air du temps et ses préjugés, Verschroeide aarde (Terres brulées, 1934), qui relate une expédition automobile jusqu'au Congo belge.
Deux films de fiction interrompent sa carrière de documentariste. En 1937, Dekeukeleire réalise un drame paysan scénarisé par Herman Teirlinck intitulé Le Mauvais Œil d’après sa pièce De vertraagde film (1922), dans les environs d’Audenarde (Ardennes flamandes) avec des acteurs non professionnels. Le second, La chasse au nuage, film de science-fiction raté, le conduit dans une impasse. Afin de s'en sortir, le cinéaste fit appel à deux journalistes (Antoine Allard et Armand Bachelier) pour écrire des scènes additionnelles pleines d'autodérision avec Paul Frankeur (qui, deux ans plus tôt, avait joué dans l'unique long métrage de fiction d'Henri Storck). Cela ne sauva pas le film (renommé Un nuage atomique) qui ne connut aucune carrière. Cet échec ternit le moral du cinéaste qui se plaignit de manque de moyens financiers.
En 1950, en prévision du tournage de La chasse au nuage, Dekeukeleire fait construire à Waterloo des studios personnels avec plateaux, laboratoires d’enregistrement, ateliers de construction de décors et même loges d’artistes. Mais l'expérience tourne court. Se heurtant aux difficultés, le cinéaste se tourne vers la télévision (la RTB et surtout la BRT). Il réalise des téléfilms et des émissions de télévision.
Charles Dekeukeleire a réalisé pas moins d'une centaine de films, pour la plupart de commande, détaillés dans Une encyclopédie des cinémas de Belgique (Guy Jungblut, Patrick Leboutte, Dominique Païni), Musée d’art moderne de la Ville de Paris - Éditions Yellow Now, 1990.
Parallèlement à la réalisation des films, il exerce une activité de critique.
Charles Dekeukeleire est aussi l'auteur de deux ouvrages : L'émotion sociale et Le cinéma et la pensée, Édition Lumière, Bruxelles, 1947.
Charles Dekeukeleire produisait des films de commande qu'il faisait réaliser par d'autres, comme Le trouble-fête (1948) de Lucien Deroisy.
De fin 1947 à fin 1950, Jean Harlez est l'assistant de Charles Dekeukeleire.

## L'Occupation
Dans son ouvrage La kermesse héroïque du cinéma belge parut en 1999, Frédéric Sojcher cite une lettre datée du 27 mars 1941 et signée par Antoon Van Dyck, directeur de l'Institut National de Radiotechnique de la Cinématographie (Inraci), organe qui s'est alors mis au service de la propagande des nazis. Van Dyck y affirme s'être assuré de "la collaboration de Charles Dekeukeleire et Henri Storck, ainsi que d'autres personnalités compétentes, afin de créer dans notre milieu une communauté de travail pour le film culturel flamand". Des recherches récentes (Lesquelles ?) ont pourtant montré que Van Dyck avait cité ces deux grands noms du cinéma belge dans l'espoir de se faire valoir auprès de l'occupant allemand, sans préalablement les consulter.
Si cet épisode doit donc être nuancé et replacé dans son contexte historique, il n'en reste pas moins que Charles Dekeukeleire continua à tourner des films documentaires sous l'Occupation, à l'instar de nombre de cinéastes belges pendant cette période troublée.

## Vie privée
Charles Dekeukeleire se marie en 1937.

## Fin de vie
Le 26 novembre 1962, à l'âge de 57 ans, Charles Dekeukeleire est victime d'une attaque cérébrale qui le paralyse partiellement. Il se retire alors à la campagne dans sa propriété de Werchter.

## Filmographie
1927
- Combat de boxe - 35 mm, noir et blanc, muet, 7 min 30 s.

1928
- Impatience - 35 mm, noir et blanc, muet, 36 min.

1929
- Histoire de détective - 35 mm, noir et blanc, muet, 49 min.

1930
- Witte vlam - 35 mm, noir et blanc, muet, 11 min.
- Dixmude - 35 mm, noir et blanc, muet.

1931
- Santé, notre droit - 35 mm, noir et blanc, muet.
- Travailleurs! Ouvrez les yeux! - 35 mm, noir et blanc, muet, 60 min.

1932
- Visions de Lourdes - 35 mm, noir et blanc, muet, 18 min.

1934
- Terres brûlées - 35 mm, noir et blanc, muet, 60 min.

1936
- Open signalen'
- Symphonie florale
- De Wol
- Processions et carnavals (en compétition à la Mostra de Venise 1937)

1937
- Le Mauvais Œil (Het Kwade Oog) - 35 mm, noir et blanc, 74 min.
- Het Leder

1938
- Images du travail
- De Christelijke vakbeweging
- Le canal Albert, 6 minutes
- Thèmes d'inspiration (distingué à la Mostra de Venise 1938)
- Chanson de toile

1939
- La Conserve alimentaire
- Les Noirs évoluent
- L' Acier, coréalisé avec Lucien Deroisy. 12 minutes. Film de promotion pour la florissante industrie sidérurgique belge, produit avec l'aide technique du Centre Belgo-Luxembourgeois de l'acier à une époque où, comme le proclame le commentateur enthousiaste, L'acier domine le monde !
- Stijl

1942
- Au service des prisonniers
- Entr'aide
- Secours d'hiver

1943
- Images de banque
- Nos enfants

1945
- L'Usine aux champs[9] (10 minutes 17 secondes)

1946
- Métamorphoses
- La vie recommence[10], coréalisé avec Lucien Deroisy. Documentaire sur l'économie belge après la seconde guerre mondiale.

1947
- Maisons
- Féerie
- Le Fondateur

1948
- Diamant
- Le Trouble-fête réalisé par Lucien Deroisy
- Images de la création
- In het land van Thijl Uilenspiegel
- Prends garde
- Les Pères
- Les Usines de ACEC

1949
- 21 juillet
- Le Capiage
- L'Espace d'une vie
- 900 hommes
- Au-delà des saisons

1950
- Clôtures
- Métiers d'art de Flandres et de Wallonie
- Nocturne
- Notre grand patron
- Les Polders

1951
- Une question de gros sous
- Beauté, mon souci
- Voyage au pays du rail
- L' Homme à la ville
- La Banque de Bruxelles

1952
- Bloemen
- Danse en forme de poudrier
- Les Expériences du professeur Michotte
- Faire farce
- Hainaut, terre tenue des dieux et du soleil
- Installations pétrollières à Anvers
- Luchtmacht
- Chausseur, sachez chausser

1953
- L'Abbaye de Maredsous - téléfilm
- Humor in hout - téléfilm

1954
- Noblesse du bois
- L'Alerte
- Le Petit nuage/La chasse au nuage/Le nuage atomique

1955
- Trois villes d'eau belges
- Fil d'acier
- Vers un monde nouveau

1956
- Een Kermishoedje - téléfilm

- Het Museum voor folklore - téléfilm

1957
- Charles-Quint: destin d'un empire 1 - téléfilm

1958
- Charles-Quint: destin d'un empire 2 - téléfilm
- Kiemen van het licht

1962
- Poëzie in 625 lijnen - téléfilm